# Mindszenty-emlékhely
A Mindszenty-emlékhely az esztergomi főszékesegyházban, a Kincstár különtermében található. A Keresztény Múzeum fennhatósága és működtetése alatt áll. A kiállítás 2009-ig a Várhegyen, az ószeminárium épületének emeletén volt, az úgynevezett sóhajok hídján át volt megközelíthető. Az Esztergomi Főegyházmegye Mindszenty József bíboros, hercegprímásnak, esztergomi érseknek (1892-1975) állít emléket, aki az egyház és a vallásosság védelmében szembeszállt a hazánkban megjelent diktatórikus törekvésekkel.

## Története

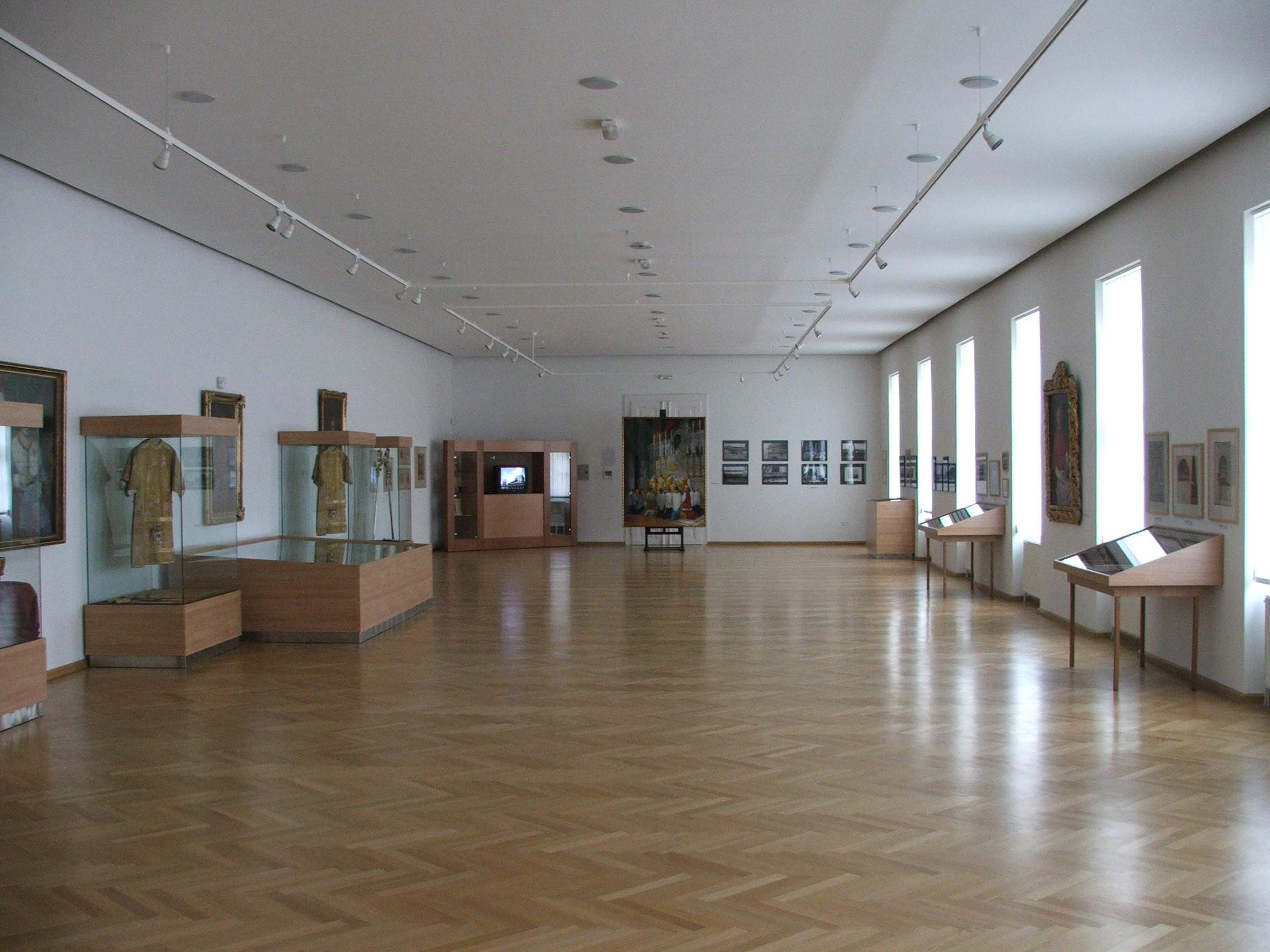
A kiállítás egyik terme még a szemináriumban

A Főegyházmegye a rendszerváltás óta törekedett arra, hogy hercegprímásnak emléket állítson, ezért egy 270 m²-es termet adtak át a szemináriumban erre a célra. Így nyithatott meg az állandó tárlat 2002. május 4-én az ószemináriumban, a Keresztény Múzeum kiállítóhelyeinek bővítéseként. A múzeumot Paskai László bíboros, áldotta meg, és Mádl Ferenc köztársasági elnök nyitotta meg. Az ünnepélyen több miniszter és parlamenti képviselő is részt vett. A kiállítás anyagát a Mindszenty Alapítvány és az érseki székház relikviái adják. Ezek személyes tárgyak, dokumentumfilmek, családi fotók, miseruhák, bíborosi öltözetek, Mindszentyről szóló szóló újságok, egy 30 perces filmanyag, hanganyagok, amelyeket évek alatt gyűjtöttek össze. A gyűjtemény 2009-től a bazilikába költözött át, korábbi helyén a Keresztény Múzeum modern, 19-20. századi anyagát szándékozik kiállítani.

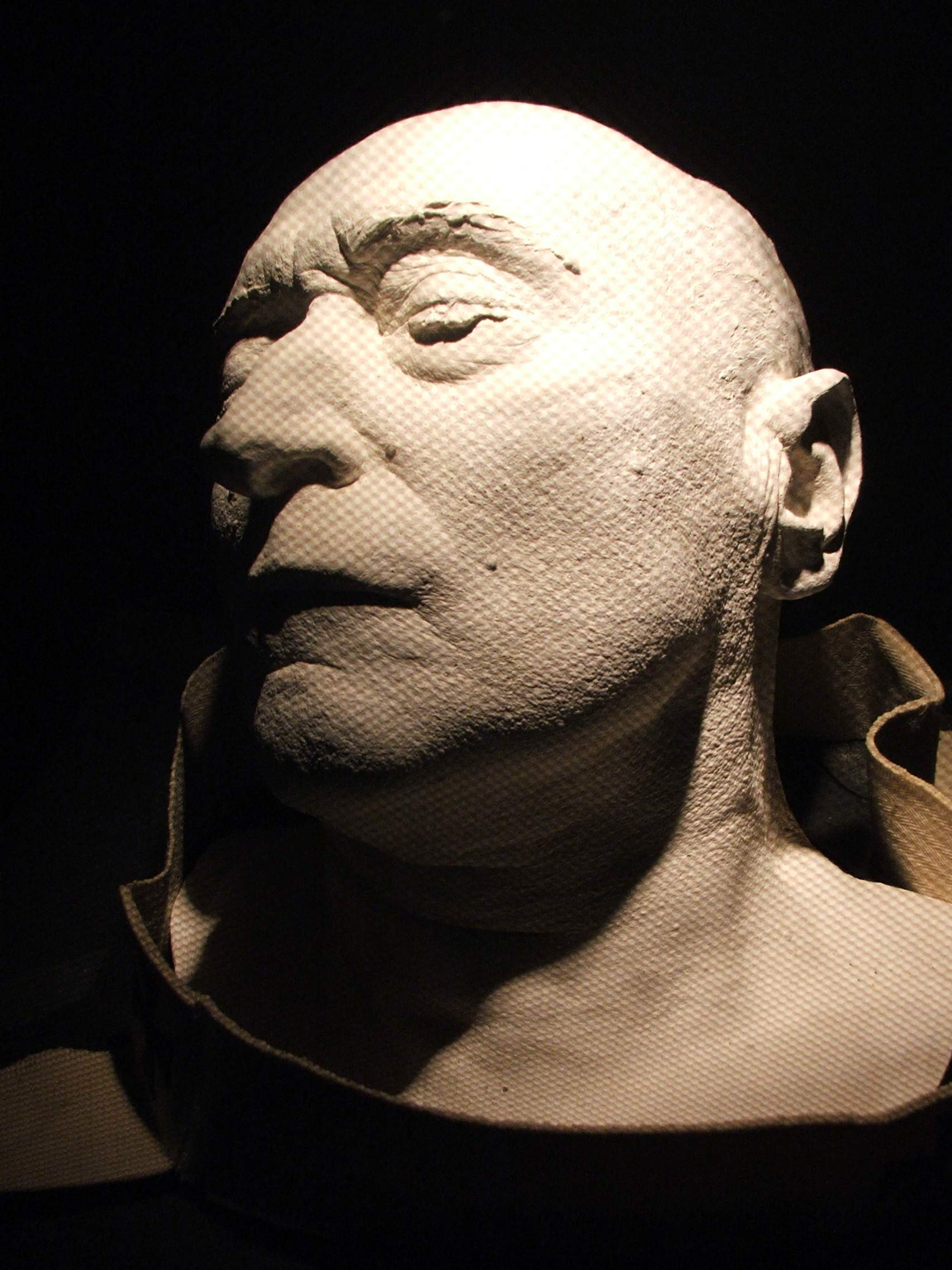
Mindszenty halotti maszkja...
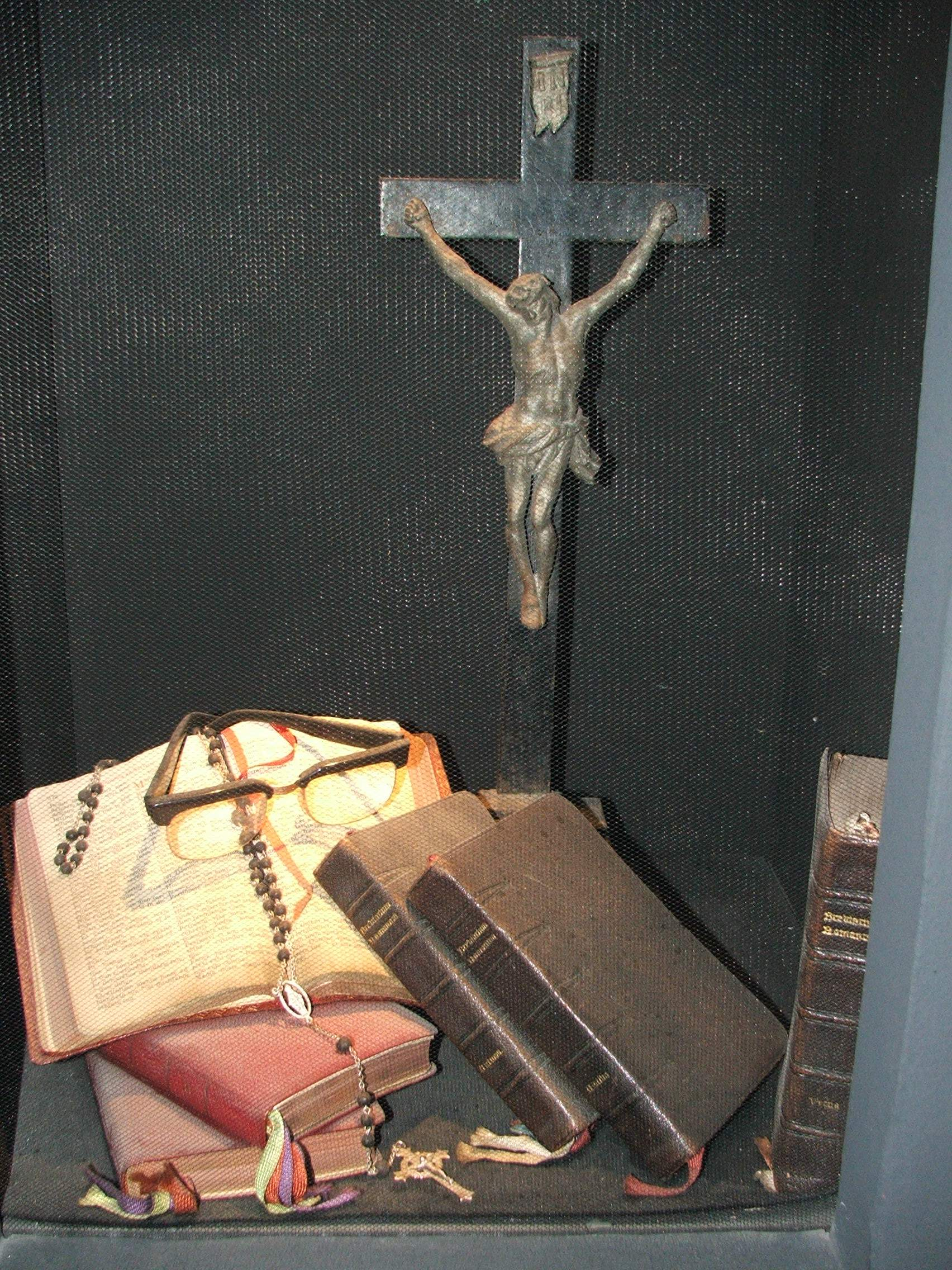
...és személyes tárgyai
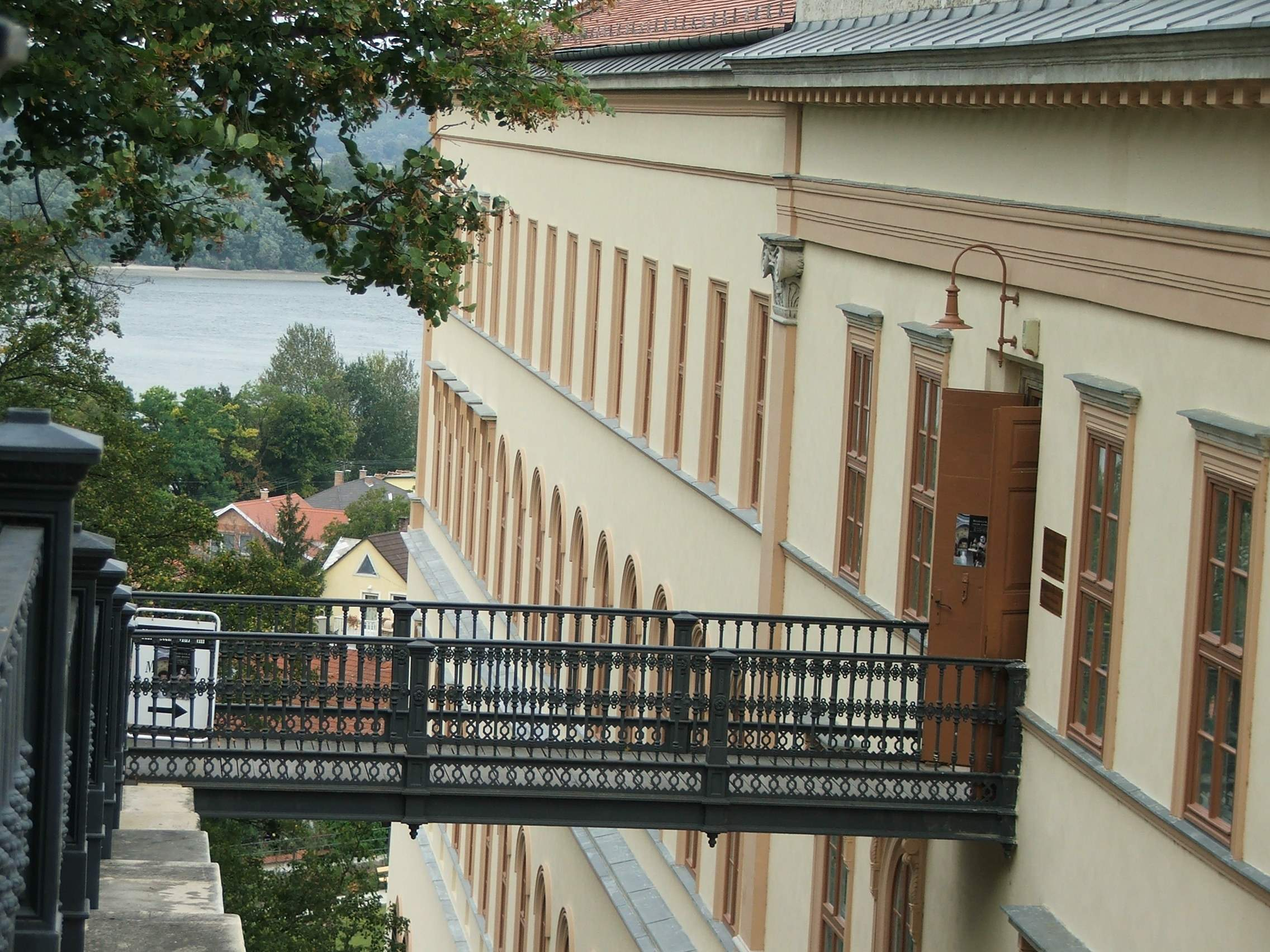
A múzeum korábbi bejárata

Koordináták: é. sz. 47° 47′ 56″, k. h. 18° 44′ 10″47.798806°N 18.736250°E